# Torneo Clausura 2017 (Venezuela)
El Torneo Clausura es el segundo de los dos torneos que se disputan en la temporada 2017 de la Primera División de Venezuela de fútbol.

## Sistema de competición
El torneo se juega con el formato todos contra todos en una rueda de 17 fechas, en los que participan 18 equipos.  Los mejores ocho de la primera ronda clasifican a una liguilla, con enfrentamientos de ida y vuelta, para definir al Campeón. Los campeones de los dos torneos (Apertura y Clausura) se enfrentan en una final a partidos de ida y vuelta para definir al Campeón Nacional quien se lleva el título de liga es decir, la estrella de la temporada.
El equipo campeón del Torneo Clausura 2017 clasifica para la Copa Libertadores 2018 y el subcampeón clasifica para la Copa Sudamericana 2018.
Todo lo concerniente a un empate de puntos al finalizar el Torneo entre dos clubes, se dilucidará en favor del Club que ganó el encuentro jugado entre ambos; y de haber un empate en el enfrentamiento, en favor del Club que tenga mejor diferencia de goles a favor. Si persiste, se tomará en cuenta quien haya marcado más goles a favor; si el empate es entre tres o más clubes, se define en favor del Club que tenga más puntos obtenidos solo entre los cruces de los clubes involucrados.

## Información de los equipos
| Club                                           | Ciudad         | Entrenador             | Estadio                      | Capacidad | Indumentaria        | Patrocinador principal             | Patrocinadores secundarios                    |
| ---------------------------------------------- | -------------- | ---------------------- | ---------------------------- | --------- | ------------------- | ---------------------------------- | --------------------------------------------- |
| A.C.C.D. Mineros de Guayana                    | Ciudad Guayana | Juan Domingo Tolisano  | CTE Cachamay                 | 41 600    | Sport Jugados       | Gobernación de Bolívar             | Pepsi / Traki / Interbono                     |
| A.C. Deportivo Lara                            | Cabudare       | Leonardo González      | Metropolitano de Cabudare    | 45 312    | Adidas              |                                    |                                               |
| Aragua F.C.                                    | Maracay        | Antonio Franco         | Hermanos Ghersi              | 16 000    | Saeta               | Gobierno Bolivariano de Aragua     |                                               |
| Atlético Socopó F.C.                           | Socopó         | Fernando Capobianco    | Rogelio Matos                | 7500      | Kiukak Sports       | Servicable                         | Agropecuaria El Palmasoleño / Traki           |
| Atlético Venezuela C.F.                        | Caracas        | Alex Pallarés          | Brígido Iriarte              | 10 000    | Adidas              | FERRYJET                           | Dencorub                                      |
| Carabobo F.C.                                  | Valencia       | Julio César Baldivieso | Polideportivo Misael Delgado | 10 400    | Adidas              | No Tiene                           | -                                             |
| Caracas F.C.                                   | Caracas        | Noel Sanvicente        | Olímpico de la UCV           | 24 900    | Adidas              | Maltín Polar                       | / / PKCELL                                    |
| Deportivo Anzoátegui S.C.                      | Puerto La Cruz | Charles López          | José Antonio Anzoátegui      | 40 000    | Academia Sport Wear | Gobierno Bolivariano de Anzoategui | Sport Jugados / Traki                         |
| Deportivo JBL del Zulia                        | Maracaibo      | Frank Flores           | José Encarnación Romero      | 45 000    | JBL Sports          | SHIMGE                             | -                                             |
| Deportivo La Guaira F.C.                       | La Guaira      | Pedro Depablos         | Olímpico de la UCV           | 24 900    | Adidas              | Traki                              |                                               |
| Deportivo Táchira F.C.                         | San Cristóbal  | Francesco Stifano      | Pueblo Nuevo                 | 38 755    | Adidas              | SIMMONDS EQUIPEMENTS               | JHS Grupo / Super Ahorro                      |
| Estudiantes de Mérida F.C.                     | Mérida         | José Nabor Gavidia     | Metropolitano de Mérida      | 42 200    | Puma                | Arant Supplies                     | -                                             |
| Metropolitanos F.C.                            | Caracas        | Rafael Santana         | Olímpico de la UCV           | 24 900    | Joma                | Seguros Venezuela                  | ONA/Plumrose                                  |
| Monagas S.C.                                   | Maturín        | Jhonny Ferreira        | Monumental de Maturín        | 51 796    | Adidas              | Banplus                            | -                                             |
| Portuguesa F.C.                                | Araure         | Carlos Horacio Moreno  | José Antonio Paez            | 14 000    | Mundo Creativo      |                                    | /////                                         |
| Trujillanos F.C.                               | Valera         | Horacio Matuszyczk     | Estadio José Alberto Pérez   | 26 000    | Kiukak Sports       | SUCASA                             | EMAO / AGRO TRUJILLO / PAN YEYE / BURGUER PAN |
| Zamora F.C.                                    | Barinas        | Alí Cañas              | Agustín Tovar                | 24 396    | Uhlsport            |                                    | -                                             |
| Zulia F.C.                                     | Maracaibo      | Carlos F. Maldonado    | José Encarnación Romero      | 45 000    | Uhlsport            |                                    | Gobierno Bolivariano de Zulia                 |
| Datos actualizados el 19 de septiembre de 2017 |                |                        |                              |           |                     |                                    |                                               |

### Estadios
|                                                                                                  | Estadio Metropolitano de Cabudare                                                                      | |
| Monumental de Maturín Ciudad: Maturín Capacidad: 51 796 Club: Monagas SC                         | Estadio Metropolitano de Cabudare Ciudad: Cabudare Capacidad: 45 312 Club: AC Deportivo Lara           | Estadio Metropolitano de Mérida Ciudad: Mérida Capacidad: 42 200 Club: Estudiantes de Mérida FC             |
|                                                                                                  | | |
| Estadio Cachamay Ciudad: Ciudad Guayana Capacidad: 41 600 Club: Mineros de Guayana               | Estadio José Antonio Anzoátegui Ciudad: Puerto La Cruz Capacidad: 37 485 Club: Deportivo Anzoategui SC | Estadio José Encarnación Romero Ciudad: Maracaibo Capacidad: 40 000 Club: Zulia FC, Deportivo JBL del Zulia |
|                                                                                                  | | |
| Polideportivo de Pueblo Nuevo Ciudad: San Cristóbal Capacidad: 38 755 Club: Deportivo Táchira FC | Estadio José Alberto Pérez Ciudad: Valera Capacidad: 25 000 Club: Trujillanos FC                       | Estadio Olímpico de la UCV Ciudad: Caracas Capacidad: 24 900 Club: Caracas FC, Deportivo La Guaira FC       |
|                                                                                                  | | |
| Estadio Agustín Tovar Ciudad: Barinas Capacidad: 24 396 Club: Zamora FC                          | Estadio José Antonio Páez Ciudad: Acarigua Capacidad: 14 000 Club: Portuguesa FC                       | Polideportivo Misael Delgado Ciudad: Valencia Capacidad: 10 400 Club: Carabobo FC                           |
|                                                                                                  | | |
| Estadio Brígido Iriarte Ciudad: Caracas Capacidad: 10 000 Club: Atlético Venezuela CF            | Estadio Rogelio Matos Ciudad: Socopó Capacidad 7500 Club: Atlético Socopó FC                           | Hermanos Ghersi Ciudad: Maracay Capacidad: 16 000 Club: Aragua FC                                           |

### Equipos por región
| Región          | N.º | Equipos                                                                         |
| --------------- | --- | ------------------------------------------------------------------------------- |
| Los Andes       | 5   | Atlético Socopó, Deportivo Táchira, Estudiantes de Mérida, Trujillanos y Zamora |
| Capital         | 4   | Atlético Venezuela, Caracas, Deportivo La Guaira y Metropolitanos               |
| Centroccidental | 2   | Deportivo Lara y Portuguesa FC                                                  |
| Central         | 2   | Aragua y Carabobo FC                                                            |
| Nor-Oriental    | 2   | Deportivo Anzoátegui y Monagas                                                  |
| Zuliana         | 2   | Deportivo JBL del Zulia y Zulia                                                 |
| Guayana         | 1   | Mineros de Guayana                                                              |

## Clasificación
| Pos. | Equipos                     | PJ | PG | PE | PP | GF | GC | Dif. | Pts. |
| ---- | --------------------------- | -- | -- | -- | -- | -- | -- | ---- | ---- |
| 1.   | A.C. Deportivo Lara         | 17 | 10 | 6  | 1  | 25 | 11 | +14  | 36   |
| 2.   | A.C.C.D. Mineros de Guayana | 17 | 10 | 4  | 3  | 28 | 12 | +16  | 34   |
| 3.   | Carabobo F.C.               | 17 | 9  | 4  | 4  | 28 | 13 | +15  | 31   |
| 4.   | Estudiantes de Mérida F.C.  | 17 | 7  | 7  | 3  | 21 | 18 | +3   | 28   |
| 5.   | Monagas S.C.                | 17 | 8  | 3  | 6  | 23 | 20 | +3   | 27   |
| 6.   | Caracas F.C.                | 17 | 8  | 1  | 8  | 21 | 20 | +1   | 25   |
| 7.   | Deportivo La Guaira F.C.    | 17 | 7  | 3  | 7  | 24 | 22 | +2   | 24   |
| 8.   | Zamora F.C.                 | 17 | 6  | 6  | 5  | 21 | 21 | 0    | 24   |
| 9.   | Metropolitanos F.C.         | 17 | 5  | 8  | 4  | 16 | 15 | +1   | 23   |
| 10.  | Deportivo Táchira F.C.      | 17 | 6  | 5  | 6  | 18 | 18 | 0    | 23   |
| 11.  | Portuguesa F.C.             | 17 | 6  | 4  | 7  | 22 | 19 | +3   | 22   |
| 12.  | Zulia F.C.                  | 17 | 6  | 3  | 8  | 19 | 21 | −2   | 21   |
| 13.  | Deportivo JBL del Zulia     | 17 | 6  | 3  | 8  | 17 | 23 | −6   | 21   |
| 14.  | Trujillanos F.C.            | 17 | 6  | 3  | 8  | 16 | 24 | −8   | 21   |
| 15.  | Atlético Venezuela C.F.     | 17 | 3  | 6  | 8  | 17 | 25 | −8   | 15   |
| 16.  | Aragua F.C.                 | 17 | 3  | 5  | 9  | 12 | 24 | −12  | 14   |
| 17.  | Atlético Socopó F.C.        | 17 | 3  | 5  | 9  | 13 | 25 | −12  | 14   |
| 18.  | Deportivo Anzoátegui S.C.1  | 17 | 2  | 8  | 7  | 12 | 22 | −10  | 11   |

|  | Clasifica a Liguilla. |

Nota:
- 1  Deportivo Anzoátegui: −3 puntos de penalización.

## Resultados
- Los horarios corresponden a la hora local de Venezuela (UTC−04:00).

Calendario sujeto a cambios
| Deportivo JBL         | 0 : 0 | Deportivo Lara      | "Pachencho" Romero      | 15 de julio | 15.00 | Sin transmisión | 1782             | 4,45 %  |
| Portuguesa            | 0 : 1 | Deportivo Táchira   | José Antonio Páez       | 15 de julio | 15.00 | / TLT           | 2334             | 16,67 % |
| Deportivo Anzoátegui  | 2 : 1 | Trujillanos         | Jóse Antonio Anzoátegui | 15 de julio | 15.30 | Sin transmisión | 512              | 1,3 %   |
| Caracas               | 2 : 0 | Monagas             | Olímpico UCV            | 15 de julio | 17.00 | / TLT           | 2775             | 11,14 % |
| Estudiantes de Mérida | 3 : 1 | Zulia               | Metropolitano de Mérida | 16 de julio | 11.00 | / TLT           | 3.847            | 9,11 %  |
| Atlético Socopó       | 2 : 1 | Deportivo La Guaira | Rogelio Matos           | 16 de julio | 15.00 | Sin transmisión | 3814             | 50,85 % |
| Metropolitanos        | 1 : 1 | Atlético Venezuela  | Brígido Iriarte         | 16 de julio | 16.00 | Sin transmisión | 1248             | 12,48 % |
| Aragua                | 1 : 1 | Zamora              | Hermanos Ghersi         | 16 de julio | 16.00 | / TLT           | A puerta cerrada | 0 %     |
| Mineros de Guayana    | 3 : 2 | Carabobo            | CTE Cachamay            | 16 de julio | 17.00 | Sin transmisión | 1248             | 3,0 %   |

| Monagas             | 1 : 0 | Aragua                | Monumental de Maturín      | 22 de julio | 16:00 | / TLT           | 4215 | 8,13 %  |
| Deportivo Lara      | 0 : 0 | Mineros de Guayana    | Metropolitano de Cabudare  | 22 de julio | 17:00 | Sin transmisión | 713  | 1,57 %  |
| Deportivo La Guaira | 2 : 0 | Caracas               | Olímpico UCV               | 22 de julio | 18:00 | / TLT           | 3625 | 14,55 % |
| Atlético Venezuela  | 1 : 2 | Portuguesa            | Brígido Iriarte            | 23 de julio | 11:00 | Sin transmisión | 675  | 6,75 %  |
| Trujillanos         | 0 : 1 | Estudiantes de Mérida | José Alberto Pérez         | 23 de julio | 16:00 | Sin transmisión | 1715 | 6,85 %  |
| Zulia               | 0 : 1 | Deportivo Anzoátegui  | “Pachencho” Romero         | 23 de julio | 17:00 | Sin transmisión | 2457 | 6,14 %  |
| Deportivo Táchira   | 0 : 0 | Atlético Socopó       | Polideportivo Pueblo Nuevo | 23 de julio | 17:00 | / TLT           | 4298 | 11,09 % |
| Zamora              | 0 : 2 | Metropolitanos        | Agustín Tovar              | 23 de julio | 18:30 | Sin transmisión | 1416 | 5,80 %  |
| Carabobo            | 3 : 0 | Deportivo JBL         | Misael Delgado             | 23 de julio | 19:00 | / TLT           | 2012 | 19,34 % |

| Deportivo Anzoátegui  | 0 : 1 | Deportivo JBL       | Jóse Antonio Anzoátegui    | 5 de agosto | 15:30 | Sin transmisión | 758   | 2,02 %  |
| Zulia                 | 2 : 1 | Monagas             | “Pachencho” Romero         | 5 de agosto | 16:00 | / TLT           | 1735  | 4,33 %  |
| Mineros de Guayana    | 3 : 0 | Zamora              | CTE Cachamay               | 5 de agosto | 19:45 | / TLT           | 2751  | 6,61 %  |
| Metropolitanos        | 0 : 0 | Deportivo Lara      | Brígido Iriarte            | 6 de agosto | 11:00 | / TLT           | 419   | 4,19 %  |
| Atlético Socopó       | 1 : 2 | Trujillanos         | Rogelio Matos              | 6 de agosto | 15:00 | Sin transmisión | 5162  | 68,82 % |
| Portuguesa            | 0 : 0 | Carabobo            | José Antonio Páez          | 6 de agosto | 15:30 | Sin transmisión | 3179  | 22,70 % |
| Estudiantes de Mérida | 1 : 3 | Deportivo La Guaira | Metropolitano de Mérida    | 6 de agosto | 16:00 | Sin transmisión | 5814  | 13,77 % |
| Caracas               | 3 : 0 | Aragua              | Olímpico UCV               | 6 de agosto | 17:00 | / TLT           | 2630  | 10,56   |
| Deportivo Táchira     | 2 : 0 | Atlético Venezuela  | Polideportivo Pueblo Nuevo | 6 de agosto | 17:00 | Sin transmisión | 5.907 | 15,24 % |

| Deportivo JBL       | 3 : 1 | Portuguesa            | “Pachencho” Romero        | 12 de agosto | 15:00 | Sin transmisión | 656   | 1,64 %  |
| Aragua FC           | 2 : 1 | Metropolitanos FC     | Hermanos Ghersi           | 12 de agosto | 17:00 | Sin transmisión | 3.431 | 21,44 % |
| Carabobo            | 2 : 0 | Deportivo Anzoátegui  | Misael Delgado            | 12 de agosto | 17:00 | / TLT           | 1663  | 15,99 % |
| Deportivo La Guaira | 2 : 1 | Deportivo Táchira     | Olímpico UCV              | 13 de agosto | 11:00 | / TLT           | 3000  | 12,04 % |
| Atlético Venezuela  | 0 : 1 | Atlético Socopó       | Brígido Iriarte           | 13 de agosto | 16:00 | Sin transmisión | 634   | 6,34 %  |
| Deportivo Lara      | 2 : 1 | Zulia                 | Metropolitano de Cabudare | 13 de agosto | 16:00 | Sin transmisión | 1875  | 4,13 %  |
| Trujillanos FC      | 0 : 2 | Mineros de Guayana    | José Alberto Pérez        | 13 de agosto | 16:00 | Sin transmisión | 1205  | 4,82 %  |
| Monagas SC          | 3 : 1 | Estudiantes de Mérida | Monumental de Maturín     | 13 de agosto | 16:30 | / TLT           | 3091  | 5,96 %  |
| Zamora              | 0 : 1 | Caracas FC            | Agustín Tovar             | 13 de agosto | 19:00 | / TLT           | 1527  | 6,25 %  |

| Atlético Socopó       | 0 : 1 | Carabobo            | Rogelio Matos              | 16 de agosto | 15.00 | Sin transmisión | 3998 | 53,30 % |
| Portuguesa            | 1 : 2 | Deportivo Lara      | José Antonio Páez          | 16 de agosto | 15.30 | Sin transmisión | 1501 | 10,72 % |
| Deportivo Anzoátegui  | 0 : 0 | Aragua              | Jóse Antonio Anzoátegui    | 16 de agosto | 15.30 | Sin transmisión | 1256 | 3,35 %  |
| Zulia                 | 2 : 1 | Deportivo JBL       | “Pachencho” Romero         | 16 de agosto | 15.30 | Sin transmisión | 2135 | 5,33 %  |
| Atlético Venezuela    | 4 : 2 | Deportivo La Guaira | Brígido Iriarte            | 16 de agosto | 17.00 | Sin transmisión | 875  | 8,75 %  |
| Mineros de Guayana    | 1 : 0 | Monagas             | CTE Cachamay               | 16 de agosto | 19.00 | Sin transmisión | 3154 | 7,58 %  |
| Estudiantes de Mérida | 0 : 0 | Zamora              | Metropolitano de Mérida    | 16 de agosto | 19.00 | Sin transmisión | 3380 | 8,00 %  |
| Caracas               | 0 : 2 | Metropolitanos      | Olímpico UCV               | 16 de agosto | 19.15 | / TLT           | 2401 | 9,64 %  |
| Deportivo Táchira     | 2 : 1 | Trujillanos         | Polideportivo Pueblo Nuevo | 16 de agosto | 19.30 | Sin transmisión | 3540 | 9,13 %  |

| Deportivo JBL     | 1 : 1 | Atlético Socopó       | “Pachencho” Romero        | 19 de agosto | 15.00 | Sin transmisión | 523  | 1,30 %  |
| Caracas FC        | 2 : 1 | Zulia                 | Olímpico UCV              | 19 de agosto | 16.00 | / TLT           | 2759 | 11,08 % |
| Deportivo Lara    | 1 : 0 | Deportivo La Guaira   | Metropolitano de Cabudare | 19 de agosto | 16.00 | Sin transmisión | 1627 | 3,59 %  |
| Carabobo          | 0 : 1 | Deportivo Táchira     | Misael Delgado            | 19 de agosto | 17.00 | / TLT           | 2357 | 22,66 % |
| Aragua FC         | 2 : 2 | Estudiantes de Mérida | Hermanos Ghersi           | 20 de agosto | 11.00 | / TLT           | 2729 | 17,05 % |
| Metropolitanos FC | 2 : 1 | Mineros de Guayana    | Brígido Iriarte           | 20 de agosto | 16.00 | / TLT           | 1247 | 12,47 % |
| Trujillanos       | 1 : 1 | Atlético Venezuela    | José Alberto Pérez        | 20 de agosto | 16.00 | Sin transmisión | 1235 | 4,93 %  |
| Zamora            | 2 : 2 | Deportivo Anzoátegui  | Agustín Tovar             | 20 de agosto | 18.30 | Sin transmisión | 1307 | 5,35 %  |
| Monagas           | 4 : 1 | Portuguesa            | Monumental de Maturín     | 20 de agosto | 18.30 | Sin transmisión | 3102 | 5,98 %  |

| Deportivo La Guaira   | 3 : 0 | Trujillanos    | Olímpico UCV               | 26 de agosto     | 16:00 | / TLT           | 2643 | 10,61 % |
| Atlético Socopó       | 0 : 2 | Deportivo Lara | Rogelio Matos              | 27 de agosto     | 15:00 | Sin transmisión | 4464 | 59,51 % |
| Portuguesa            | 2 : 0 | Zamora         | José Antonio Páez          | 27 de agosto     | 15:00 | / TLT           | 1234 | 8,81 %  |
| Deportivo Anzoátegui  | 1 : 1 | Monagas        | Jóse Antonio Anzoátegui    | 27 de agosto     | 15:30 | Sin transmisión | 766  | 2,04 %  |
| Atlético Venezuela    | 1 : 3 | Carabobo       | Brígido Iriarte            | 27 de agosto     | 16:00 | Sin transmisión | 1035 | 10,35 % |
| Estudiantes de Mérida | 2 : 0 | Metropolitanos | Metropolitano de Mérida    | 27 de agosto     | 16:00 | Sin transmisión | 2728 | 6,46 %  |
| Zulia                 | 2 : 0 | Aragua         | “Pachencho” Romero         | 27 de agosto     | 16:00 | Sin transmisión | 2437 | 6,09 %  |
| Mineros de Guayana    | 2 : 1 | Caracas        | CTE Cachamay               | 27 de agosto     | 17:00 | Sin transmisión | 5126 | 12,32 % |
| Deportivo Táchira     | 4 : 1 | Deportivo JBL  | Polideportivo Pueblo Nuevo | 20 de septiembre | 19:00 | Sin transmisión | 3794 | 9,78 %  |

| Zamora         | 1 : 1 | Zulia                 | Agustín Tovar             | 1 de septiembre | 19:00 | / TLT           | 636  | 2,60 %  |
| Deportivo JBL  | 0 : 0 | Atlético Venezuela    | “Pachencho” Romero        | 2 de septiembre | 15:00 | Sin transmisión | 829  | 2,07 %  |
| Deportivo Lara | 3 : 0 | Deportivo Táchira     | Metropolitano de Cabudare | 2 de septiembre | 17:00 | Sin transmisión | 3753 | 8,28 %  |
| Carabobo       | 1 : 1 | Deportivo La Guaira   | Misael Delgado            | 2 de septiembre | 19:00 | / TLT           | 3525 | 33,89 % |
| Aragua         | 1 : 0 | Mineros de Guayana    | Hermanos Ghersi           | 3 de septiembre | 11:00 | / TLT           | 2295 | 14,34 % |
| Metropolitanos | 0 : 0 | Deportivo Anzoátegui  | Brígido Iriarte           | 3 de septiembre | 16:00 | Sin transmisión | 873  | 8,73 %  |
| Monagas        | 3 : 1 | Atlético Socopó       | Monumental de Maturín     | 3 de septiembre | 16:00 | Sin transmisión | 2590 | 5,00 %  |
| Trujillanos    | 1 : 0 | Portuguesa            | José Alberto Pérez        | 3 de septiembre | 16:00 | Sin transmisión | 935  | 3,74 %  |
| Caracas        | 1 : 2 | Estudiantes de Mérida | Olímpico UCV              | 3 de septiembre | 17:00 | / TLT           | 2873 | 11,53 % |

| Deportivo Anzoátegui | 0 : 2 | Caracas FC            | Jóse Antonio Anzoátegui    | 9 de septiembre  | 15:00 | / TLT           | 1044 | 2,78 %  |
| Carabobo             | 5 : 1 | Trujillanos FC        | Misael Delgado             | 9 de septiembre  | 19:00 | / TLT           | 1315 | 12,64 % |
| Atlético Venezuela   | 0 : 2 | Deportivo Lara        | Brígido Iriarte            | 10 de septiembre | 11:00 | Sin transmisión | 821  | 8,21 %  |
| Atlético Socopó      | 1 : 4 | Zamora                | Rogelio Matos              | 10 de septiembre | 15:00 | Sin transmisión | 5625 | 75,00 % |
| Portuguesa FC        | 4 : 1 | Aragua FC             | José Antonio Páez          | 10 de septiembre | 15:30 | Sin transmisión | 1732 | 12,37 % |
| Zulia                | 0 : 0 | Metropolitanos FC     | “Pachencho” Romero         | 10 de septiembre | 16:00 | Sin transmisión | 1208 | 3,02 %  |
| Deportivo La Guaira  | 2 : 1 | Deportivo JBL Zulia   | Olímpico UCV               | 10 de septiembre | 17:00 | Sin transmisión | 2138 | 8,58 %  |
| Deportivo Táchira    | 1 : 2 | Monagas SC            | Polideportivo Pueblo Nuevo | 10 de septiembre | 17:00 | / TLT           | 4233 | 10,92   |
| Mineros de Guayana   | 4 : 1 | Estudiantes de Mérida | CTE Cachamay               | 10 de septiembre | 19:15 | / TLT           | 3462 | 8,32 %  |

| Aragua FC             | 1 : 0 | Deportivo Táchira   | Hermanos Ghersi           | 16 de septiembre | 11:00         | / TLT           | 2543 | 15,89 % |
| Deportivo JBL         | 0 : 1 | Trujillanos FC      | “Pachencho” Romero        | 16 de septiembre | 15:00         | Sin transmisión | 626  | 1,56 %  |
| Deportivo Lara        | 0 : 3 | Carabobo            | Metropolitano de Cabudare | 16 de septiembre | 16:00         | / TLT           | 1196 | 2,63 %  |
| Estudiantes de Mérida | 1 : 0 | Deportivo Anzátegui | Metropolitano de Mérida   | 17 de septiembre | 16:00         | Sin transmisión | 3076 | 7,28 %  |
| Metropolitanos FC     | 2 : 1 | Atlético Socopó     | Brígido Iriarte           | 17 de septiembre | 16:00         | Sin transmisión | 695  | 6,95 %  |
| Mineros de Guayana    | 2 : 1 | Zulia               | CTE Cachamay              | 17 de septiembre | 17:00         | Sin transmisión | 3120 | 7,5 %   |
| Caracas FC            | 2 : 1 | Portuguesa FC       | Olímpico UCV              | 17 de septiembre | 17:00         | / TLT           | 2660 | 10,68 % |
| Monagas SC            | 2 : 1 | Atlético Venezuela  | Monumental de Maturín     | 17 de septiembre | 18:00         | Sin transmisión | 2242 | 4,32 %  |
| Zamora                | 2 : 1 | Deportivo La Guaira | Agustín Tovar             | 17 de septiembre | 19:15 y 09:00 | / TLT           | 1032 | 4,23 %  |

| Deportivo JBL        | 1 : 0 | Aragua                | “Pachencho” Romero         | 23 de septiembre | 15:00 | Sin transmisión | 621              | 1,55 %  |
| Carabobo             | 1 : 0 | Zulia                 | Misael Delgado             | 23 de septiembre | 17:00 | / TLT           | A puerta cerrada | 0 %     |
| Atlético Socopó      | 2 : 1 | Caracas               | Rogelio Matos              | 24 de septiembre | 15:00 | Sin transmisión | 4362             | 58,16 % |
| Portuguesa           | 0 : 0 | Metropolitanos        | José Antonio Páez          | 24 de septiembre | 15:30 | Sin transmisión | 2987             | 21,33 % |
| Deportivo Anzoátegui | 1 : 1 | Mineros de Guayana    | Jóse Antonio Anzoátegui    | 24 de septiembre | 15:30 | Sin transmisión | 1175             | 3,13 %  |
| Deportivo La Guaira  | 0 : 0 | Monagas               | Olímpico UCV               | 24 de septiembre | 16:00 | / TLT           | 2568             | 10,31 % |
| Atlético Venezuela   | 1 : 1 | Zamora                | Brígido Iriarte            | 24 de septiembre | 16:00 | Sin transmisión | 481              | 4,81 %  |
| Deportivo Táchira    | 0 : 0 | Estudiantes de Mérida | Polideportivo Pueblo Nuevo | 25 de septiembre | 19:00 | / TLT           | 5059             | 13,05 % |
| Trujillanos          | 0 : 1 | Deportivo Lara        | “Pachencho” Romero         | 26 de septiembre | 15:00 | Sin transmisión | 175              | 0,43 %  |

| Zulia                 | 0 : 2 | Trujillanos         | “Pachencho” Romero      | 29 de septiembre | 19:00 | / TLT           | 804   | 2,01 %  |
| Aragua                | 0 : 1 | Carabobo            | Hermanos Ghersi         | 30 de septiembre | 17:00 | / TLT           | 3825  | 23,90 % |
| Metropolitanos        | 2 : 1 | Deportivo La Guaira | Brígido Iriarte         | 1 de octubre     | 11:00 | / TLT           | 1121  | 11,21 % |
| Deportivo Anzoátegui  | 0 : 0 | Atlético Socopó     | Jóse Antonio Anzoátegui | 1 de octubre     | 15:30 | Sin transmisión | 958   | 2,55 %  |
| Caracas               | 1 : 1 | Deportivo Táchira   | Olímpico UCV            | 1 de octubre     | 16:00 | / TLT           | 11847 | 47,57 % |
| Estudiantes de Mérida | 0 : 0 | Portuguesa          | Metropolitano de Mérida | 1 de octubre     | 16:00 | Sin transmisión | 3342  | 7,91 %  |
| Mineros de Guayana    | 3 : 0 | Atlético Venezuela  | CTE Cachamay            | 1 de octubre     | 17:00 | Sin transmisión | 1508  | 3,62 %  |
| Monagas               | 2 : 1 | Deportivo JBL       | Monumental de Maturín   | 1 de octubre     | 18:00 | Sin transmisión | 3113  | 6,01 %  |
| Zamora FC             | 1 : 1 | Deportivo Lara      | Agustín Tovar           | 1 de octubre     | 18:30 | Sin transmisión | 1655  | 6,78 %  |

| Deportivo JBL       | 3 : 1 | Zamora                | “Pachencho” Romero         | 4 de octubre  | 15.00 | Sin transmisión | 360              | 0,89 %  |
| Atlético Socopó     | 2 : 2 | Aragua                | Rogelio Matos              | 4 de octubre  | 15.00 | Sin transmisión | 3220             | 45,93 % |
| Portuguesa          | 1 : 2 | Mineros de Guayana    | José Antonio Páez          | 4 de octubre  | 15.30 | Sin transmisión | 1037             | 7,40 %  |
| Deportivo Lara      | 2 : 0 | Monagas               | Metropolitano de Cabudare  | 4 de octubre  | 15.30 | / TLT           | 1153             | 2,54 %  |
| Trujillanos         | 1 : 1 | Metropolitanos        | José Alberto Pérez         | 4 de octubre  | 16.00 | Sin transmisión | A puerta cerrada | 0 %     |
| Carabobo            | 0 : 0 | Estudiantes de Mérida | Misael Delgado             | 4 de octubre  | 19.00 | / TLT           | 1365             | 13,12 % |
| Atlético Venezuela  | 0 : 1 | Caracas               | Brígido Iriarte            | 4 de octubre  | 19.00 | Sin transmisión | 1032             | 10,32 % |
| Deportivo La Guaira | 1 : 2 | Zulia                 | Olímpico UCV               | 4 de octubre  | 19.00 | Sin transmisión | 2014             | 8,08 %  |
| Deportivo Táchira   | 3 : 2 | Deportivo Anzoátegui  | Polideportivo Pueblo Nuevo | 13 de octubre | 17.00 | Sin transmisión | 3735             | 9,63 %  |

| Aragua                | 1 : 2 | Atlético Venezuela  | Hermanos Ghersi         | 7 de octubre | 17.00 | Sin transmisión | 814  | 5,08 %  |
| Monagas               | 1 : 1 | Trujillanos         | Monumental de Maturín   | 7 de octubre | 19.00 | / TLT           | 2119 | 4,09 %  |
| Deportivo Anzoátegui  | 2 : 2 | Deportivo Lara      | Jóse Antonio Anzoátegui | 8 de octubre | 15.30 | / TLT           | 1529 | 4,07 %  |
| Metropolitanos        | 1 : 2 | Deportivo JBL       | Brígido Iriarte         | 8 de octubre | 16.00 | Sin transmisión | 1106 | 11,06 % |
| Estudiantes de Mérida | 1 : 0 | Atlético Socopó     | Metropolitano de Mérida | 8 de octubre | 16.00 | Sin transmisión | 3018 | 7,15 %  |
| Zulia                 | 1 : 1 | Portuguesa          | “Pachencho” Romero      | 8 de octubre | 16.00 | Sin transmisión | 1596 | 3,98 %  |
| Mineros de Guayana    | 1 : 2 | Deportivo La Guaira | CTE Cachamay            | 8 de octubre | 17.00 | Sin transmisión | 3548 | 8,52 %  |
| Caracas               | 2 : 0 | Carabobo            | Olímpico UCV            | 8 de octubre | 18.00 | / TLT           | 2817 | 11,31 % |
| Zamora                | 3 : 1 | Deportivo Táchira   | Agustín Tovar           | 8 de octubre | 18.30 | Sin transmisión | 1771 | 7,25 %  |

| Carabobo            | 4 : 1 | Monagas               | Misael Delgado             | 16 de octubre | 19:00 | / TLT           | 2285 | 21,97 % |
| Portuguesa          | 3 : 0 | Deportivo Anzoátegui  | José Antonio Páez          | 17 de octubre | 15.30 | Sin transmisión | 1352 | 9,65 %  |
| Deportivo La Guaira | 1 : 1 | Aragua                | Olímpico UCV               | 17 de octubre | 15.30 | / TLT           | 1972 | 7,83 %  |
| Deportivo JBL       | 2 : 0 | Caracas               | “Pachencho” Romero         | 18 de octubre | 15.00 | Sin transmisión | 904  | 2,26 %  |
| Deportivo Lara      | 3 : 3 | Estudiantes de Mérida | Metropolitano de Cabudare  | 18 de octubre | 15.30 | / TLT           | 664  | 1,46 %  |
| Atlético Socopó     | 0 : 0 | Mineros de Guayana    | Rogelio Matos              | 18 de octubre | 15.30 | Sin transmisión | 1500 | 20,00 % |
| Deportivo Táchira   | 1 : 1 | Metropolitanos        | Polideportivo Pueblo Nuevo | 18 de octubre | 17.00 | Sin transmisión | 1456 | 3,75 %  |
| Trujillanos         | 0 : 2 | Zamora                | José Alberto Pérez         | 18 de octubre | 18.00 | / TLT           | 240  | 0,96 %  |
| Atlético Venezuela  | 3 : 1 | Zulia                 | Brígido Iriarte            | 18 de octubre | 19.00 | Sin transmisión | 107  | 1,06 %  |

| Portuguesa            | 3 : 0 | Deportivo La Guaira | José Antonio Páez       | 22 de octubre | 15.30 | / TLT           | 1969 | 14,06 % |
| Deportivo Anzoátegui  | 1 : 1 | Atlético Venezuela  | Jóse Antonio Anzoátegui | 22 de octubre | 15.30 | Sin transmisión | 704  | 1,87 %  |
| Zamora                | 2 : 1 | Carabobo            | Agustín Tovar           | 22 de octubre | 15.30 | Sin transmisión | 1450 | 5,94 %  |
| Metropolitanos        | 0 : 2 | Monagas             | Brígido Iriarte         | 22 de octubre | 15.30 | Sin transmisión | 1120 | 11,20 % |
| Caracas FC            | 0 : 2 | Deportivo Lara      | Olímpico UCV            | 22 de octubre | 15.30 | Sin transmisión | 2980 | 11,96 % |
| Estudiantes de Mérida | 2 : 0 | Deportivo JBL       | Metropolitano de Mérida | 22 de octubre | 15.30 | Sin transmisión | 3690 | 8,74 %  |
| Zulia                 | 3 : 0 | Atlético Socopó     | “Pachencho” Romero      | 22 de octubre | 15.30 | Sin transmisión | 868  | 2,17 %  |
| Aragua                | 0 : 1 | Trujillanos         | Hermanos Ghersi         | 22 de octubre | 15.30 | Sin transmisión | 1610 | 10,06 % |
| Mineros de Guayana    | 0 : 0 | Deportivo Táchira   | CTE Cachamay            | 22 de octubre | 15.30 | / TLT           | 4238 | 10,40 % |

| Deportivo La Guaira | 2 : 0 | Deportivo Anzoátegui  | Olímpico UCV               | 29 de octubre | 15.30 | / TLT           | 1857 | 7,45 %  |
| Deportivo Lara      | 2 : 0 | Aragua                | Metropolitano de Cabudare  | 29 de octubre | 15.30 | Sin transmisión | 3396 | 7,49 %  |
| Trujillanos         | 3 : 2 | Caracas               | José Alberto Pérez         | 29 de octubre | 15.30 | Sin transmisión | 865  | 3,46 %  |
| Atlético Venezuela  | 1 : 1 | Estudiantes de Mérida | Brígido Iriarte            | 29 de octubre | 15.30 | Sin transmisión | 417  | 4,17 %  |
| Carabobo            | 1 : 1 | Metropolitanos        | Misael Delgado             | 29 de octubre | 15.30 | / TLT           | 2100 | 20,19 % |
| Deportivo JBL       | 0 : 3 | Mineros de Guayana    | “Pachencho” Romero         | 29 de octubre | 15.30 | Sin transmisión | 1869 | 4,67 %  |
| Atlético Socopó     | 1 : 2 | Portuguesa            | Rogelio Matos              | 29 de octubre | 15.30 | Sin transmisión | 1507 | 20,09 % |
| Monagas             | 0 : 1 | Zamora                | Monumental de Maturín      | 29 de octubre | 15.30 | Sin transmisión | 3340 | 6,44 %  |
| Deportivo Táchira   | 0 : 1 | Zulia                 | Polideportivo Pueblo Nuevo | 29 de octubre | 15.30 | / TLT           | 4851 | 15,51 % |

## Liguilla
La Liguilla se jugará cuando finalice el Todos Contra Todos, donde los ocho mejores clubes jugarán por un cupo a la Copa Sudamericana 2018 y otro cupo a la Copa Libertadores de América 2018. 
|  | Cuartos de final | Cuartos de final      | Cuartos de final | Cuartos de final   | Cuartos de final |   |      | Semifinales        | Semifinales | Semifinales | Semifinales | Semifinales |  |   | Final          | Final | Final | Final | Final |  |
|  |                  |                       |                  |                    |                  |   |      |                    |             |             |             |             |  |   |                |       |       |       |       |  |
|  |                  |                       |                  |                    |                  |   |      |                    |             |             |             |             |  |   |                |       |       |       |       |  |
|  | 1                | Deportivo Lara        | 1                | 6                  | 7                |   |      |                    |             |             |             |             |  |   |                |       |       |       |       |  |
|  | 1                | Deportivo Lara        | 1                | 6                  | 7                |   |      |                    |             |             |             |             |  |   |                |       |       |       |       |  |
|  | 8                | Zamora FC             | 1                | 2                  | 3                |   |      |                    |             |             |             |             |  |   |                |       |       |       |       |  |
|  | 8                | Zamora FC             | 1                | 2                  | 3                |   | 1    | Deportivo Lara     | 0           | 3           | 3           |             |  |   |                |       |       |       |       |  |
|  |                  |                       |                  |                    |                  |   | 1    | Deportivo Lara     | 0           | 3           | 3           |             |  |   |                |       |       |       |       |  |
|  |                  |                       | 5                | Monagas SC         | 1                | 0 | 1    |                    |             |             |             |             |  |   |                |       |       |       |       |  |
|  | 4                | Estudiantes de Mérida | 5                | Monagas SC         | 1                | 0 | 1    | 1                  | 0           | 1           |             |             |  |   |                |       |       |       |       |  |
|  | 4                | Estudiantes de Mérida |                  |                    |                  |   |      |                    |             | 1           |             |             |  |   |                |       |       |       |       |  |
|  | 5                | Monagas SC            | 1                | 1                  | 2                |   |      |                    |             |             |             |             |  |   |                |       |       |       |       |  |
|  | 5                | Monagas SC            | 1                | 1                  | 2                |   |      |                    |             |             |             |             |  | 1 | Deportivo Lara | 0     | 1     | 1(4)  |       |  |
|  |                  |                       |                  |                    |                  |   |      |                    |             |             |             |             |  | 1 | Deportivo Lara | 0     | 1     | 1(4)  |       |  |
|  |                  |                       | 2                | Mineros de Guayana | 1                | 0 | 1(3) |                    |             |             |             |             |  |   |                |       |       |       |       |  |
|  | 2                | Mineros de Guayana    | 2                | Mineros de Guayana | 1                | 0 | 1(3) | 1                  | 2           | 3           |             |             |  |   |                |       |       |       |       |  |
|  | 2                | Mineros de Guayana    |                  |                    |                  |   |      |                    |             | 3           |             |             |  |   |                |       |       |       |       |  |
|  | 7                | Deportivo La Guaira   | 1                | 1                  | 2                |   |      |                    |             |             |             |             |  |   |                |       |       |       |       |  |
|  | 7                | Deportivo La Guaira   | 1                | 1                  | 2                |   | 2    | Mineros de Guayana | 0           | 1           | 1           |             |  |   |                |       |       |       |       |  |
|  |                  |                       |                  |                    |                  |   | 2    | Mineros de Guayana | 0           | 1           | 1           |             |  |   |                |       |       |       |       |  |
|  |                  |                       | 3                | Carabobo FC        | 0                | 0 | 0    |                    |             |             |             |             |  |   |                |       |       |       |       |  |
|  | 3                | Carabobo FC           | 3                | Carabobo FC        | 0                | 0 | 0    | 1                  | 2           | 3           |             |             |  |   |                |       |       |       |       |  |
|  | 3                | Carabobo FC           |                  |                    |                  |   |      |                    |             | 3           |             |             |  |   |                |       |       |       |       |  |
|  | 6                | Caracas FC            | 0                | 0                  | 0                |   |      |                    |             |             |             |             |  |   |                |       |       |       |       |  |
|  | 6                | Caracas FC            | 0                | 0                  | 0                |   |      |                    |             |             |             |             |  |   |                |       |       |       |       |  |
|  |                  |                       |                  |                    |                  |   |      |                    |             |             |             |             |  |   |                |       |       |       |       |  |

### Cuartos de final[12]
- La hora de cada encuentro corresponde al huso horario que rige a Venezuela (UTC −4)

#### Deportivo Lara-Zamora FC
| 5 de noviembre de 2017, 20:00 GolTV / TLT | Zamora FC          | 1:1 (1:0) | Deportivo Lara  | Estadio Agustín Tovar, Barinas                             |                                                            |
|                                           | Jorge González 33' |           | Lucas Gómez 57' | Asistencia: 3238 espectadores Árbitro(s): Marlon Escalante | Asistencia: 3238 espectadores Árbitro(s): Marlon Escalante |

| 11 de noviembre de 2017, 15:30 GolTV / TLT | Deportivo Lara                                                         | 6:2 (1:1) | Zamora FC                                     | Estadio Metropolitano de Lara, Cabudare                |                                                        |
|                                            | José Caraballo 33' 52' · Lucas Gómez 70' 90+2' · Carlos Sierra 42' 82' | Reporte   | Mayker González 34' · Sebastián Fernández 75' | Asistencia: 5399 espectadores Árbitro(s): Ramón Ortega | Asistencia: 5399 espectadores Árbitro(s): Ramón Ortega |

#### Estudiantes de Mérida-Monagas SC
| 5 de noviembre de 2017, 17:45 GolTV / TLT | Monagas SC           | 1:1 (1:0) | Estudiantes de Mérida | Estadio Monumental, Maturín                         |                                                     |
|                                           | Anthony Blondell 27' |           | Jesús Gómez 64'       | Asistencia: 4378 espectadores Árbitro(s): Juan Soto | Asistencia: 4378 espectadores Árbitro(s): Juan Soto |

| 11 de noviembre de 2017, 17:45 GolTV / TLT | Estudiantes de Mérida | 0:1 (0:0) | Monagas SC      | Estadio Metropolitano de Mérida, Mérida                    |                                                            |
|                                            |                       | Reporte   | Lucas Trejo 90' | Asistencia: 15 660 espectadores Árbitro(s): Anderson Tovar | Asistencia: 15 660 espectadores Árbitro(s): Anderson Tovar |

#### Mineros de Guayana-Deportivo La Guaira
| 4 de noviembre de 2017, 15:00 GolTV / TLT | Deportivo La Guaira | 1:1 (1:1) | Mineros de Guayana         | Estadio Olímpico de la U.C.V., Caracas                     |                                                            |
|                                           | César González 33'  |           | Manuel Granados 11' (a.g.) | Asistencia: 3254 espectadores Árbitro(s): Jesús Valenzuela | Asistencia: 3254 espectadores Árbitro(s): Jesús Valenzuela |

| 12 de noviembre de 2017, 17:00 GolTV / TLT | Mineros de Guayana                      | 2:1 (1:0) | Deportivo La Guaira | Estadio Cachamay, Puerto Ordaz                            |                                                           |
|                                            | Richard Blanco 10' · Edson Castillo 89' | Reporte   | Manuel Arteaga 77'  | Asistencia: 6248 espectadores Árbitro(s): Francisco López | Asistencia: 6248 espectadores Árbitro(s): Francisco López |

#### Carabobo FC-Caracas FC
| 5 de noviembre de 2017, 15:30 GolTV / TLT | Caracas FC | 0:1 (0:0) | Carabobo FC        | Estadio Olímpico de la U.C.V., Caracas                |                                                       |
|                                           |            |           | Eduard Bello 90+2' | Asistencia: 3450 espectadores Árbitro(s): José Argote | Asistencia: 3450 espectadores Árbitro(s): José Argote |

| 12 de noviembre de 2017, 19:15 GolTV / TLT | Carabobo FC                        | 2:0 (1:0) | Caracas FC | Polideportivo Misael Delgado, Valencia                   |                                                          |
|                                            | Jeysen Núñez 36' · Tommy Tobar 52' | Reporte   |            | Asistencia: 5958 espectadores Árbitro(s): José Luis Hoyo | Asistencia: 5958 espectadores Árbitro(s): José Luis Hoyo |

### Semifinal

#### Deportivo Lara-Monagas SC
| 18 de noviembre de 2017, 19:00 GolTV / TLT | Monagas SC                    | 1:0 (1:0) | Deportivo Lara | Estadio Monumental, Maturín                           |                                                       |
|                                            | Anthony Blondell 45+1' (pen.) | Reporte   |                | Asistencia: 7872 espectadores Árbitro(s): José Argote | Asistencia: 7872 espectadores Árbitro(s): José Argote |

| 26 de noviembre de 2017, 15:00 GolTV / TLT | Deportivo Lara                                     | 3:0 (1:0) | Monagas SC | Estadio Metropolitano de Lara, Cabudare               |                                                       |
|                                            | Lucas Gómez 40' 47' · Jesús Alberto González 90+5' | Reporte   |            | Asistencia: 15 847 espectadores Árbitro(s): Juan Soto | Asistencia: 15 847 espectadores Árbitro(s): Juan Soto |

#### Mineros de Guayana-Carabobo FC
| 19 de noviembre de 2017, 19:00 GolTV / TLT | Carabobo FC | 0:0     | Mineros de Guayana | Polideportivo Misael Delgado, Valencia                   |                                                          |
|                                            |             | Reporte |                    | Asistencia: 9701 espectadores Árbitro(s): Eduardo Marmol | Asistencia: 9701 espectadores Árbitro(s): Eduardo Marmol |

| 25 de noviembre de 2017, 17:00 GolTV / TLT | Mineros de Guayana   | 1:0 (1:0) | Carabobo FC | Estadio Cachamay, Puerto Ordaz                            |                                                           |
|                                            | Nelson Hernández 24' | Reporte   |             | Asistencia: 14 661 espectadores Árbitro(s): Ángel Arteaga | Asistencia: 14 661 espectadores Árbitro(s): Ángel Arteaga |

### Final
Deportivo Lara-Mineros de Guayana

#### Ida
| 22    | Guardameta     | Mario Santilli   |         |
| 1     | Defensa        | Ángel Faría      |         |
| 13    | Defensa        | Anthonys Matos   |         |
| 14    | Defensa        | José Marrufo     |         |
| 30    | Defensa        | José Granados    |         |
| 6     | Centrocampista | Francisco Flores | 23 85'' |
| 19    | Centrocampista | Francisco Pol    |         |
| 7     | Centrocampista | Argenis Gómez    | 61      |
| 15    | Centrocampista | Yaimil Medina    |         |
| 11    | Delantero      | Charlis Ortiz    |         |
| 9     | Delantero      | Richard Blanco   |         |
| D. T. | D. T.          | Juan Tolisano    |         |

| 1     | Guardameta     | Carlos Salazar    |     |
| 2     | Defensa        | Leminger Bolívar  |     |
| 26    | Defensa        | Giácomo Di Giorgi |     |
| 13    | Defensa        | Henry Pernía      |     |
| 27    | Defensa        | Daniel Carrillo   |     |
| 5     | Centrocampista | Bernaldo Manzano  | 75' |
| 14    | Centrocampista | Carlos Sierra     |     |
| 17    | Centrocampista | Ely Valderrey     | 71  |
| 23    | Centrocampista | José Caraballo    |     |
| 9     | Delantero      | Lucas Gómez       |     |
| 29    | Delantero      | Manuel Godoy      | 81  |
| D. T. | D. T.          | Leonardo González |     |

| 18 | Centrocampista | Nelson Hernández | 23 |
| 10 | Delantero      | Rolando Escobar  | 61 |
| 17 | Centrocampista | Rodderyk Perozo  | 85 |

| 8  | Delantero      | José Reyes        | 71 |
| 15 | Centrocampista | Ricardo Andreutti | 75 |
| 76 | Delantero      | Freddy Vargas     | 81 |

| 68' | Nelson Hernández | 1-0 |

| 47' · 76' | Francisco Pol Richard Blanco |

| Principal  | Orlando Bracamonte |
| Asistentes | Elbis Gómez        |
|            | Alberto Ponte      |
| Cuarto     | Alexis Herrera     |

| 22    | Guardameta     | Mario Santilli   |         |
| 1     | Defensa        | Ángel Faría      |         |
| 13    | Defensa        | Anthonys Matos   |         |
| 14    | Defensa        | José Marrufo     |         |
| 30    | Defensa        | José Granados    |         |
| 6     | Centrocampista | Francisco Flores | 23 85'' |
| 19    | Centrocampista | Francisco Pol    |         |
| 7     | Centrocampista | Argenis Gómez    | 61      |
| 15    | Centrocampista | Yaimil Medina    |         |
| 11    | Delantero      | Charlis Ortiz    |         |
| 9     | Delantero      | Richard Blanco   |         |
| D. T. | D. T.          | Juan Tolisano    |         |

| 1     | Guardameta     | Carlos Salazar    |     |
| 2     | Defensa        | Leminger Bolívar  |     |
| 26    | Defensa        | Giácomo Di Giorgi |     |
| 13    | Defensa        | Henry Pernía      |     |
| 27    | Defensa        | Daniel Carrillo   |     |
| 5     | Centrocampista | Bernaldo Manzano  | 75' |
| 14    | Centrocampista | Carlos Sierra     |     |
| 17    | Centrocampista | Ely Valderrey     | 71  |
| 23    | Centrocampista | José Caraballo    |     |
| 9     | Delantero      | Lucas Gómez       |     |
| 29    | Delantero      | Manuel Godoy      | 81  |
| D. T. | D. T.          | Leonardo González |     |

| 18 | Centrocampista | Nelson Hernández | 23 |
| 10 | Delantero      | Rolando Escobar  | 61 |
| 17 | Centrocampista | Rodderyk Perozo  | 85 |

| 8  | Delantero      | José Reyes        | 71 |
| 15 | Centrocampista | Ricardo Andreutti | 75 |
| 76 | Delantero      | Freddy Vargas     | 81 |

| 68' | Nelson Hernández | 1-0 |

| 47' · 76' | Francisco Pol Richard Blanco |

| Principal  | Orlando Bracamonte |
| Asistentes | Elbis Gómez        |
|            | Alberto Ponte      |
| Cuarto     | Alexis Herrera     |

| 22    | Guardameta     | Mario Santilli   |         |
| 1     | Defensa        | Ángel Faría      |         |
| 13    | Defensa        | Anthonys Matos   |         |
| 14    | Defensa        | José Marrufo     |         |
| 30    | Defensa        | José Granados    |         |
| 6     | Centrocampista | Francisco Flores | 23 85'' |
| 19    | Centrocampista | Francisco Pol    |         |
| 7     | Centrocampista | Argenis Gómez    | 61      |
| 15    | Centrocampista | Yaimil Medina    |         |
| 11    | Delantero      | Charlis Ortiz    |         |
| 9     | Delantero      | Richard Blanco   |         |
| D. T. | D. T.          | Juan Tolisano    |         |

| 1     | Guardameta     | Carlos Salazar    |     |
| 2     | Defensa        | Leminger Bolívar  |     |
| 26    | Defensa        | Giácomo Di Giorgi |     |
| 13    | Defensa        | Henry Pernía      |     |
| 27    | Defensa        | Daniel Carrillo   |     |
| 5     | Centrocampista | Bernaldo Manzano  | 75' |
| 14    | Centrocampista | Carlos Sierra     |     |
| 17    | Centrocampista | Ely Valderrey     | 71  |
| 23    | Centrocampista | José Caraballo    |     |
| 9     | Delantero      | Lucas Gómez       |     |
| 29    | Delantero      | Manuel Godoy      | 81  |
| D. T. | D. T.          | Leonardo González |     |

| 18 | Centrocampista | Nelson Hernández | 23 |
| 10 | Delantero      | Rolando Escobar  | 61 |
| 17 | Centrocampista | Rodderyk Perozo  | 85 |

| 8  | Delantero      | José Reyes        | 71 |
| 15 | Centrocampista | Ricardo Andreutti | 75 |
| 76 | Delantero      | Freddy Vargas     | 81 |

| 68' | Nelson Hernández | 1-0 |

| 47' · 76' | Francisco Pol Richard Blanco |

| Principal  | Orlando Bracamonte |
| Asistentes | Elbis Gómez        |
|            | Alberto Ponte      |
| Cuarto     | Alexis Herrera     |

| 22    | Guardameta     | Mario Santilli   |         |
| 1     | Defensa        | Ángel Faría      |         |
| 13    | Defensa        | Anthonys Matos   |         |
| 14    | Defensa        | José Marrufo     |         |
| 30    | Defensa        | José Granados    |         |
| 6     | Centrocampista | Francisco Flores | 23 85'' |
| 19    | Centrocampista | Francisco Pol    |         |
| 7     | Centrocampista | Argenis Gómez    | 61      |
| 15    | Centrocampista | Yaimil Medina    |         |
| 11    | Delantero      | Charlis Ortiz    |         |
| 9     | Delantero      | Richard Blanco   |         |
| D. T. | D. T.          | Juan Tolisano    |         |

| 1     | Guardameta     | Carlos Salazar    |     |
| 2     | Defensa        | Leminger Bolívar  |     |
| 26    | Defensa        | Giácomo Di Giorgi |     |
| 13    | Defensa        | Henry Pernía      |     |
| 27    | Defensa        | Daniel Carrillo   |     |
| 5     | Centrocampista | Bernaldo Manzano  | 75' |
| 14    | Centrocampista | Carlos Sierra     |     |
| 17    | Centrocampista | Ely Valderrey     | 71  |
| 23    | Centrocampista | José Caraballo    |     |
| 9     | Delantero      | Lucas Gómez       |     |
| 29    | Delantero      | Manuel Godoy      | 81  |
| D. T. | D. T.          | Leonardo González |     |

| 18 | Centrocampista | Nelson Hernández | 23 |
| 10 | Delantero      | Rolando Escobar  | 61 |
| 17 | Centrocampista | Rodderyk Perozo  | 85 |

| 8  | Delantero      | José Reyes        | 71 |
| 15 | Centrocampista | Ricardo Andreutti | 75 |
| 76 | Delantero      | Freddy Vargas     | 81 |

| 68' | Nelson Hernández | 1-0 |

| 47' · 76' | Francisco Pol Richard Blanco |

| Principal  | Orlando Bracamonte |
| Asistentes | Elbis Gómez        |
|            | Alberto Ponte      |
| Cuarto     | Alexis Herrera     |

#### Vuelta
| 1     | Guardameta     | Carlos Salazar    |     |
| 4     | Defensa        | Leonardo Aponte   |     |
| 26    | Defensa        | Giacomo Di Giorgi |     |
| 13    | Defensa        | Henry Pernía      |     |
| 27    | Defensa        | Daniel Carrillo   |     |
| 28    | Centrocampista | Jesús Bueno       | 69' |
| 14    | Centrocampista | Carlos Sierra     |     |
| 23    | Centrocampista | José Caraballo    | 89' |
| 8     | Centrocampista | José Reyes        | 80' |
| 9     | Delantero      | Lucas Gómez       |     |
| 16    | Delantero      | Jesús González    |     |
| D. T. | D. T.          | Leonardo González |     |

| 22    | Guardameta     | Mario Santilli   |     |
| 1     | Defensa        | Ángel Faría      |     |
| 13    | Defensa        | Anthonys Matos   |     |
| 14    | Defensa        | José Marrufo     |     |
| 30    | Defensa        | José Granados    |     |
| 6     | Centrocampista | Francisco Flores | 62' |
| 19    | Centrocampista | Francisco Pol    |     |
| 11    | Centrocampista | Charlis Ortiz    |     |
| 7     | Centrocampista | Argenis Gómez    | 46' |
| 15    | Delantero      | Yaimil Medina    |     |
| 9     | Delantero      | Richard Blanco   |     |
| D. T. | D. T.          | Juan Tolisano    |     |

| 76 | Delantero      | Freddy Vargas    | 69' |
| 17 | Centrocampista | Ely Valderrey    | 80' |
| 5  | Centrocampista | Bernaldo Manzano | 89' |

| 10 | Centrocampista | Rolando Escobar | 46' |
| 8  | Centrocampista | Edson Castillo  | 62' |

| 18' | Jesus Gonzalez | 1:0 |

| Sí · Sí · No · Sí · No · Sí | Carlos Sierra Jesús González Lucas Gómez Bernaldo Manzano Giacomo Di Giorgi Henry Pernía | 1:0 2:1 3:2 3:3 4:3 |

| No · Sí · No · Sí · Sí · No | Richard Blanco Rolando Escobar Francisco Pol Ángel Faría Charlis Ortiz Edson Castillo | 0:0 1:1 2:2 3:3 3:3 |

| 24' · 69' | Henry Pernía Freddy Vargas |

| 30' · 31' · 49' · 78' | Ángel Faría Richard Blanco José Luis Granados Rolando Escobar |

| Principal  | Jesús Valenzuela |
| Asistentes | Tulio Moreno     |
|            | Luis Sánchez     |
| Cuarto     | Marlon Escalante |

| 1     | Guardameta     | Carlos Salazar    |     |
| 4     | Defensa        | Leonardo Aponte   |     |
| 26    | Defensa        | Giacomo Di Giorgi |     |
| 13    | Defensa        | Henry Pernía      |     |
| 27    | Defensa        | Daniel Carrillo   |     |
| 28    | Centrocampista | Jesús Bueno       | 69' |
| 14    | Centrocampista | Carlos Sierra     |     |
| 23    | Centrocampista | José Caraballo    | 89' |
| 8     | Centrocampista | José Reyes        | 80' |
| 9     | Delantero      | Lucas Gómez       |     |
| 16    | Delantero      | Jesús González    |     |
| D. T. | D. T.          | Leonardo González |     |

| 22    | Guardameta     | Mario Santilli   |     |
| 1     | Defensa        | Ángel Faría      |     |
| 13    | Defensa        | Anthonys Matos   |     |
| 14    | Defensa        | José Marrufo     |     |
| 30    | Defensa        | José Granados    |     |
| 6     | Centrocampista | Francisco Flores | 62' |
| 19    | Centrocampista | Francisco Pol    |     |
| 11    | Centrocampista | Charlis Ortiz    |     |
| 7     | Centrocampista | Argenis Gómez    | 46' |
| 15    | Delantero      | Yaimil Medina    |     |
| 9     | Delantero      | Richard Blanco   |     |
| D. T. | D. T.          | Juan Tolisano    |     |

| 76 | Delantero      | Freddy Vargas    | 69' |
| 17 | Centrocampista | Ely Valderrey    | 80' |
| 5  | Centrocampista | Bernaldo Manzano | 89' |

| 10 | Centrocampista | Rolando Escobar | 46' |
| 8  | Centrocampista | Edson Castillo  | 62' |

| 18' | Jesus Gonzalez | 1:0 |

| Sí · Sí · No · Sí · No · Sí | Carlos Sierra Jesús González Lucas Gómez Bernaldo Manzano Giacomo Di Giorgi Henry Pernía | 1:0 2:1 3:2 3:3 4:3 |

| No · Sí · No · Sí · Sí · No | Richard Blanco Rolando Escobar Francisco Pol Ángel Faría Charlis Ortiz Edson Castillo | 0:0 1:1 2:2 3:3 3:3 |

| 24' · 69' | Henry Pernía Freddy Vargas |

| 30' · 31' · 49' · 78' | Ángel Faría Richard Blanco José Luis Granados Rolando Escobar |

| Principal  | Jesús Valenzuela |
| Asistentes | Tulio Moreno     |
|            | Luis Sánchez     |
| Cuarto     | Marlon Escalante |

| 1     | Guardameta     | Carlos Salazar    |     |
| 4     | Defensa        | Leonardo Aponte   |     |
| 26    | Defensa        | Giacomo Di Giorgi |     |
| 13    | Defensa        | Henry Pernía      |     |
| 27    | Defensa        | Daniel Carrillo   |     |
| 28    | Centrocampista | Jesús Bueno       | 69' |
| 14    | Centrocampista | Carlos Sierra     |     |
| 23    | Centrocampista | José Caraballo    | 89' |
| 8     | Centrocampista | José Reyes        | 80' |
| 9     | Delantero      | Lucas Gómez       |     |
| 16    | Delantero      | Jesús González    |     |
| D. T. | D. T.          | Leonardo González |     |

| 22    | Guardameta     | Mario Santilli   |     |
| 1     | Defensa        | Ángel Faría      |     |
| 13    | Defensa        | Anthonys Matos   |     |
| 14    | Defensa        | José Marrufo     |     |
| 30    | Defensa        | José Granados    |     |
| 6     | Centrocampista | Francisco Flores | 62' |
| 19    | Centrocampista | Francisco Pol    |     |
| 11    | Centrocampista | Charlis Ortiz    |     |
| 7     | Centrocampista | Argenis Gómez    | 46' |
| 15    | Delantero      | Yaimil Medina    |     |
| 9     | Delantero      | Richard Blanco   |     |
| D. T. | D. T.          | Juan Tolisano    |     |

| 76 | Delantero      | Freddy Vargas    | 69' |
| 17 | Centrocampista | Ely Valderrey    | 80' |
| 5  | Centrocampista | Bernaldo Manzano | 89' |

| 10 | Centrocampista | Rolando Escobar | 46' |
| 8  | Centrocampista | Edson Castillo  | 62' |

| 18' | Jesus Gonzalez | 1:0 |

| Sí · Sí · No · Sí · No · Sí | Carlos Sierra Jesús González Lucas Gómez Bernaldo Manzano Giacomo Di Giorgi Henry Pernía | 1:0 2:1 3:2 3:3 4:3 |

| No · Sí · No · Sí · Sí · No | Richard Blanco Rolando Escobar Francisco Pol Ángel Faría Charlis Ortiz Edson Castillo | 0:0 1:1 2:2 3:3 3:3 |

| 24' · 69' | Henry Pernía Freddy Vargas |

| 30' · 31' · 49' · 78' | Ángel Faría Richard Blanco José Luis Granados Rolando Escobar |

| Principal  | Jesús Valenzuela |
| Asistentes | Tulio Moreno     |
|            | Luis Sánchez     |
| Cuarto     | Marlon Escalante |

| 1     | Guardameta     | Carlos Salazar    |     |
| 4     | Defensa        | Leonardo Aponte   |     |
| 26    | Defensa        | Giacomo Di Giorgi |     |
| 13    | Defensa        | Henry Pernía      |     |
| 27    | Defensa        | Daniel Carrillo   |     |
| 28    | Centrocampista | Jesús Bueno       | 69' |
| 14    | Centrocampista | Carlos Sierra     |     |
| 23    | Centrocampista | José Caraballo    | 89' |
| 8     | Centrocampista | José Reyes        | 80' |
| 9     | Delantero      | Lucas Gómez       |     |
| 16    | Delantero      | Jesús González    |     |
| D. T. | D. T.          | Leonardo González |     |

| 22    | Guardameta     | Mario Santilli   |     |
| 1     | Defensa        | Ángel Faría      |     |
| 13    | Defensa        | Anthonys Matos   |     |
| 14    | Defensa        | José Marrufo     |     |
| 30    | Defensa        | José Granados    |     |
| 6     | Centrocampista | Francisco Flores | 62' |
| 19    | Centrocampista | Francisco Pol    |     |
| 11    | Centrocampista | Charlis Ortiz    |     |
| 7     | Centrocampista | Argenis Gómez    | 46' |
| 15    | Delantero      | Yaimil Medina    |     |
| 9     | Delantero      | Richard Blanco   |     |
| D. T. | D. T.          | Juan Tolisano    |     |

| 76 | Delantero      | Freddy Vargas    | 69' |
| 17 | Centrocampista | Ely Valderrey    | 80' |
| 5  | Centrocampista | Bernaldo Manzano | 89' |

| 10 | Centrocampista | Rolando Escobar | 46' |
| 8  | Centrocampista | Edson Castillo  | 62' |

| 18' | Jesus Gonzalez | 1:0 |

| Sí · Sí · No · Sí · No · Sí | Carlos Sierra Jesús González Lucas Gómez Bernaldo Manzano Giacomo Di Giorgi Henry Pernía | 1:0 2:1 3:2 3:3 4:3 |

| No · Sí · No · Sí · Sí · No | Richard Blanco Rolando Escobar Francisco Pol Ángel Faría Charlis Ortiz Edson Castillo | 0:0 1:1 2:2 3:3 3:3 |

| 24' · 69' | Henry Pernía Freddy Vargas |

| 30' · 31' · 49' · 78' | Ángel Faría Richard Blanco José Luis Granados Rolando Escobar |

| Principal  | Jesús Valenzuela |
| Asistentes | Tulio Moreno     |
|            | Luis Sánchez     |
| Cuarto     | Marlon Escalante |

| Campeón                                                        |
| Deportivo Lara torneo corto Clasifica a Copa Libertadores 2018 |

## Tabla de goleadores
| Delantero                                                                        | Anthony Blondell      | Monagas        | 14 |
| Delantero                                                                        | Tommy Tobar           | Carabobo       | 12 |
| Delantero                                                                        | Lucas Gómez           | Deportivo Lara | 10 |
| Delantero                                                                        | Carlos Espinoza       | Estudiantes    | 9  |
| Delantero                                                                        | Gustavo Britos        | Metropolitanos | 9  |
| Delantero                                                                        | Tulio Etchemaite      | Portuguesa     | 8  |
| Delantero                                                                        | Cristian Novoa        | Carabobo       | 7  |
| Delantero                                                                        | Fernando Aristeguieta | Caracas        | 7  |
| Delantero                                                                        | Cristian Novoa        | Carabobo       | 7  |
| Delantero                                                                        | Víctor Aquino         | Dvo. Táchira   | 7  |
| Última actualización: 4 de noviembre de 2017. Fuente: Mis Marcadores - soccerway |                       |                |    |